# Curdin Morell
Curdin Morell   (9 de juliol de 1963) és un pilot de bob suís, ja retirat, que va competir durant les dècades de 1980 i 1990.
El 1992 va prendre part en els Jocs Olímpics d'Hivern d'Albertville, on guanyà la medalla de bronze en la prova de bobs a quatre del programa de bob. Formà equip amb Gustav Weder, Donat Acklin i Lorenz Schindelholz.
En el seu palmarès també destaquen dues medalla d'or i dues de plata al Campionat del món de bob.